# Gurubira atramentarius
Gurubira atramentarius là một loài bọ cánh cứng trong họ Cerambycidae.